# ドイツ帝国銀行

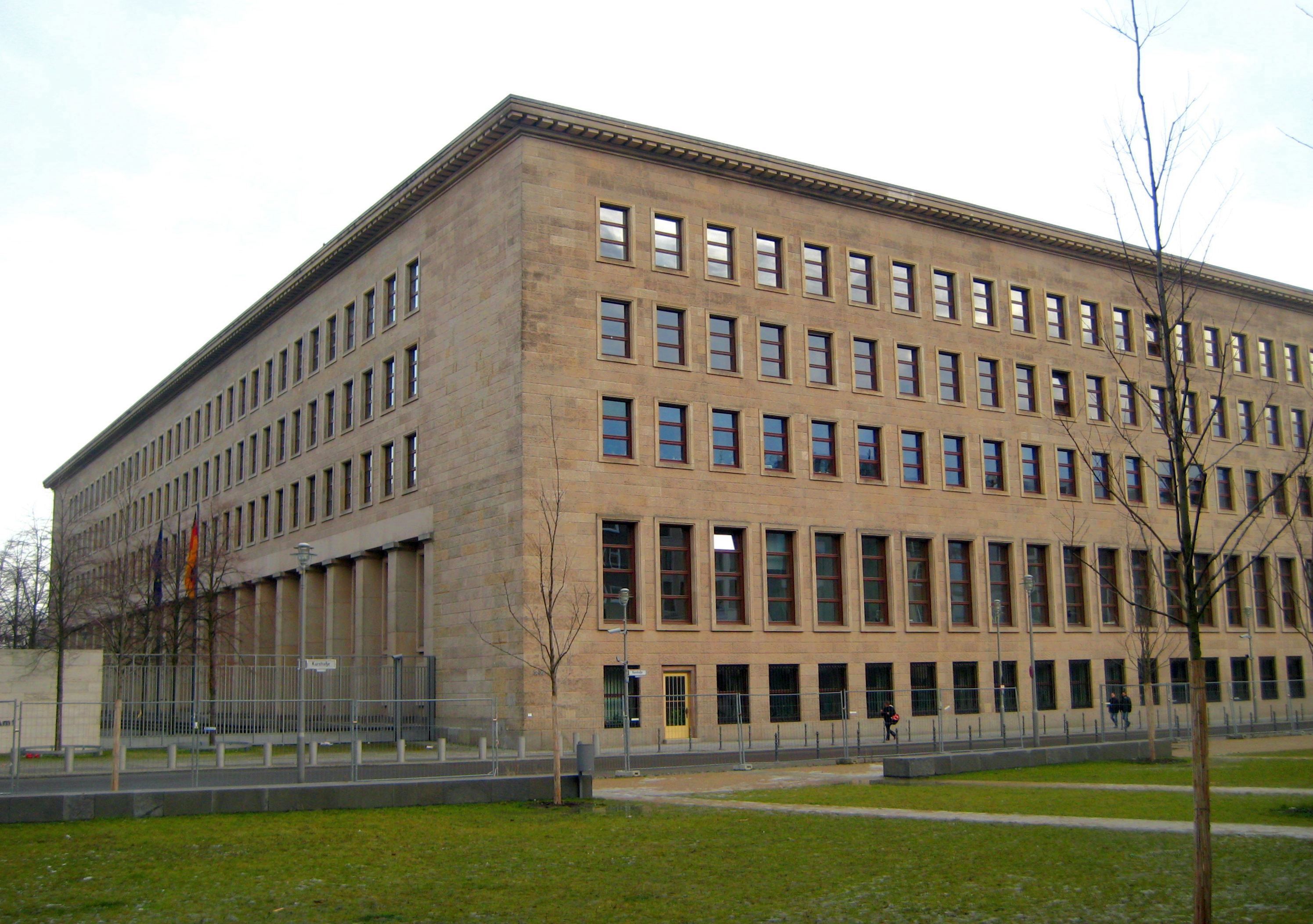
旧ライヒスバンク（帝国銀行）
_{現在はドイツ連邦共和国外務省が使用している}

ドイツ帝国銀行（ドイツていこくぎんこう、独: Reichsbank）は、1876年から1948年までベルリンに存在したドイツの中央銀行。ライヒスバンクとも呼ばれる。
1871年にドイツ帝国が成立したことに伴い、それまでのプロイセン王国銀行を発展させる形で設立。通貨マルク（後に金マルクと呼ばれる）を発行した。

## 歴史

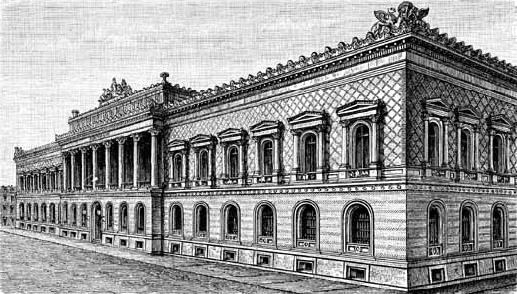
ライヒスバンク（1900年頃）

### 発券銀行統一前
ドイツ統一以前は各領邦国家がそれぞれの中央銀行を構え自国通貨を発行しており、発券銀行は全部で31行あった。しかし国家および通貨統一にあたって、1870年にこれ以上の発券銀行の増加を禁止するための措置が取られた。帝国成立後、中央銀行創設までは金本位制を導入するための紆余曲折があり、1875年にようやく帝国銀行（ライヒスバンク）を創設する法律が帝国議会を通過し、1876年1月1日にプロイセン王国銀行を改組する形で帝国銀行が誕生した。
帝国銀行は1882年4月に手形交換所を設けた。同年ドイツは三国同盟を結んだ。
ロスチャイルドは帝国銀行へ最低預け金として100万ポンドを預け、ライヒスバンクの500ほどもある支店網を活かした口座振替を利用した。口座振替サービスはライヒスポストが少額の最低預け金でも利用できるようにして、ほどなくライヒスバンクとネットワークを提携した（郵便#歴史を参照）。なお、ドイツ国内で口座振替を草分けたのは国際港ハンブルクである。
帝国銀行には総裁（終身職）と取締役会が置かれ、国内外の投資家に株券が販売されたが、帝国宰相が総裁を任命することになっており、その金融政策は政府の影響下にあった。帝国銀行以外の発券銀行の数は次第に減ってゆき、1906年の段階ではバイエルン王国・ヴュルテンベルク王国・ザクセン王国・バーデン大公国という四つの有力領邦国家だけがまだ発券銀行を持っていた。この4つの銀行はナチス・ドイツの経済に組み込まれる1935年まで独自の通貨を発行し続けた。

### ヴァイマル債務管理局
第一次世界大戦がはじまるとパピエルマルクという紙幣を増刷した。総力戦は列強の中央銀行を駆り出した。敗戦後のヴァイマル共和政が莫大な賠償金を請求されるとパピエルマルクを大量に印刷し、総裁職の帝国宰相任命制・終身制も災いして1922年から1923年にかけてのハイパーインフレーションを引き起こした。そこでライヒ通貨委員で銀行家のヒャルマル・シャハト（1923年末から帝国銀行総裁）がレンテンマルクやライヒスマルクを導入してインフレの沈静化を図った。
1922年、連合国の圧力で成立した新ライヒスバンク法により、帝国銀行の総裁人事は帝国宰相ではなく取締役会が掌握した。さらに1924年のドーズ案によって総裁は14人のメンバーからなる「監理会（Generalrat）」が選出するようになった。監理会のメンバーのうち、半数の7人はイギリス・フランス・イタリア・アメリカ合衆国・ベルギー・オランダ・スイスという外国からの金融専門家や政府関係者が占めた。由来がドーズ案であったから、この多国籍人脈は国際決済銀行との連絡に使われた。また、すでにふれた四つの有力領邦国家には、それぞれ違った形で連合国との外交歴ないし経済交渉歴が存在した。
1931年6月11日、ベアリング家の融資を受けていたハンブルクの輸出商がデフォルトし、これをきっかけにロンドン資本が引き上げだした。17日、羊毛業ノルト・ヴォレの損失額が公となった。20日、フーヴァーモラトリアムが出て外資流出が緩やかとなった。6月1日から23日の間に、帝国銀行は12.69億マルクの金外貨を喪失した。
同年11月、帝国銀行がヴェーラ（Wära）という自由貨幣を全面禁止した。ヴェーラはシヴァーネンキルヒェン（Schwanenkirchen）の人々に購買力を与え、かつヴェーラを受け入れる商店に競争力を付与していた。マックス・ヘベッカー（Max Hebecker）という男が、世界恐慌でつぶれた鉱山を借り入れ、採掘される石炭を担保にヴェーラを発行していた。

### ナチス政権下・戦後
ナチ党の権力掌握後は監理会が廃止され、総裁は総統兼帝国宰相たるアドルフ・ヒトラーの任命下に再び置かれることになった。1937年からは再び政府の一部となり、1939年からはヒトラーが帝国銀行の最高責任者となり、ドイツ帝国銀行（Deutsche Reichsbank）に改名した。この銀行は、ドイツ資本が連邦準備制度に利権を築いてから第二次世界大戦まで、ニューヨークでの資金決済に国際決済銀行（BIS）を利用していた。もっとも、バルト三国がロンドンとニューヨークのBIS口座に預けていた金塊は、国際決済銀行が口座を凍結したため、1940年にバルト三国を併合したソビエト連邦もヒトラーも触れることができなかった。ヒトラーが占領したベルギー国立銀行やフランス銀行へは帝国銀行から顧問団が派遣された。
1943年2月にドイツ国防軍がスターリングラードで敗北してからは、親ナチスのルーマニア王国の独裁者であったイオン・アントネスクが石油の輸出代金をライヒスマルクでは受け取らなくなった。彼をつなぎとめるため帝国銀行はルーマニア国立銀行へ十数回にわたり金塊を送り続けた。翌年3月22日に全残高5.5トンが引き出され、スイス・ユニオン銀行（現UBS）の金口座へ輸送された。
戦後ドイツ帝国銀行は表向き廃止された。本店はソ連軍に閉鎖された。それでも帝国銀行に対する債権国は債務を履行してくれる中央銀行を必要とした。中でもイングランド銀行はロンドン金市場の再開を切望していた。そこでイギリスはドイツ銀行のヘルマン・ヨーゼフ・アプスの提案により、1945年秋に英軍占領地域のハンブルクへ帝国銀行運営本部を設置した。このアプスは同年5月からすでに、ハンブルク営業圏をドイツ銀行から任されていた。
1948年には通貨改革にあたり西側占領地区にドイチェ・レンダー銀行（ドイツ連邦諸州銀行）が誕生した。ドイツが東西に分割されると、西ドイツではドイツ連邦銀行がドイチェ・レンダー銀行を継承し、東ドイツではドイツ発券銀行 (Deutsche Notenbank)（1968年に東ドイツ国立銀行 (Staatsbank der DDR)に改称）が中央銀行としての業務を引き継いだ。

## 帝国銀行ビル

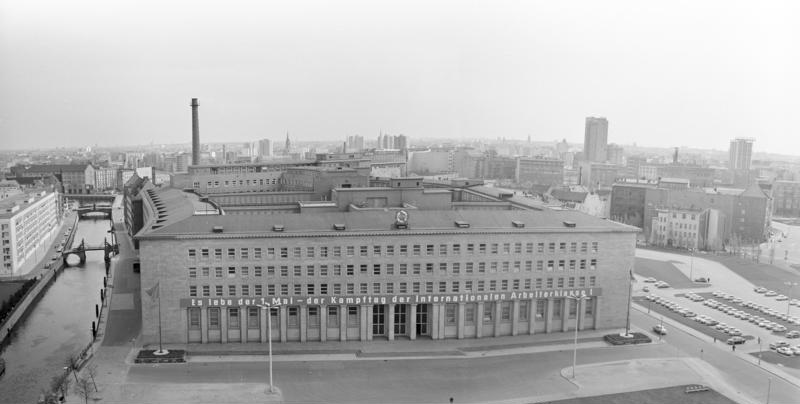
東ドイツ時代の帝国銀行ビル

帝国銀行本店は1891年にベルリンの Jägerstraße 34-38 に置かれ、1899年に拡張している。現在の建物（Haus am Werderschen Markt）はナチス時代の1934年から1940年にかけてこれを拡張する形で建設されたものである。
1945年のベルリン市街戦で大破したが、戦後しばらくはベルリン市政府が、1949年からはドイツ民主共和国財務省が庁舎として利用した。1959年から1990年には一党独裁の政権党・ドイツ社会主義統一党がさまざまな機関を置く中央委員会本部として機能していた。現在はドイツ連邦共和国外務省本庁舎となっている。

## 歴代総裁
- 1876年 – 1890年  ヘルマン・フォン・デヘント（ドイツ語版）
- 1890年 – 1908年  リヒャルト・コッホ （ドイツ語版）
- 1908年 – 1923年  ルドルフ・ハーフェンシュタイン（ドイツ語版）
- 1923年 – 1930年  ヒャルマル・シャハト
- 1930年 – 1933年  ハンス・ルター
- 1933年 – 1939年  ヒャルマル・シャハト(再任)
- 1939年 – 1945年  ヴァルター・フンク

## 日本との関係
- 1910年（明治43年）、銀行取締役のカール・フォン・ルンム（Dr. Lumm, Karl von）が日本の天皇から叙勲された[8]。